# Aldar Properties
Aldar Properties PJSC (شركة الدار العقارية Sharikah al-Dar al-`Iqāriyyah) es una inmobiliaria empresa de desarrollo, la gestión y la inversión con sede en Abu Dabi, Emiratos Árabes Unidos. Las acciones de la compañía cotizan en la Bolsa de Valores de Abu Dhabi. Los principales accionistas son en su mayoría la empresa estatal Mubadala Development Company, la Autoridad de Inversiones de Abu Dhabi, los hoteles nacionales de Abu Dhabi, la Corporación Nacional de Turismo y Hoteles y el inversor nacional de propiedad privada. 
Aldar desarrolla y gestiona importantes proyectos dentro del Emirato de Abu Dhabi como Al Raha Beach, Al Raha Gardens y Yas Island, que incluye el Circuito Yas Marina, Ferrari World y Yas Hotel Abu Dhabi. Aldar presentó su nuevo proyecto «Lea» ubicado en el lado norte de la isla Yas que tiene una hermosa colección de terrenos residenciales. Lea en Yas Island ofrece vida frente al mar junto a parques, paseos y senderos junto al agua, además de un acceso sencillo a todas las comodidades de Yas Acres. La cartera de propiedades incluye además la sede de la empresa, Gate and Arc Towers en Al Reem Island, Coconut Island, el mercado central de Abu Dhabi (Souq), el centro comercial Al Jimi, Noor Al Ain, Al Gurm Resort y Al Mamoura, el desarrollo de Mubadala. Edificio de la sede de la Agencia de Medio Ambiente y Empresa en Abu Dhabi.

## Historia
Aldar fue fundada el 12 de enero de 2004. Las acciones se cotizaron en 2005.
En 2013, la empresa se fusionó con Sorouh Real Estate. La entidad combinada continúa operando bajo el nombre de Aldar. En diciembre de 2017, Aldar adquirió la International Tower en Abu Dhabi. En marzo de 2018, Aldar anunció una «asociación estratégica» con Emaar, un desarrollador líder de Dubái.